# YBP1194
YBP1194 — звезда в созвездии Рака. Находится на расстоянии около 2700 световых лет от Солнца. Вокруг звезды обращается, как минимум, одна планета. Звезда принадлежит рассеянному скоплению M 67.

## Характеристики
YBP1194 представляет собой двойник Солнца, имеющий похожие массу, температуру и химический состав, как у нашего дневного светила. Это одна из пяти самых похожих звёзд на наше Солнце. YBP 1194 имеет более высокую металличность, чем Солнце. Её возраст — 4,2 млрд лет, но из-за огромного расстояния до звезды планка погрешности высока и составляет ± 1,6 млрд лет. Масса и радиус звезды равны 1,01 и 0,99 солнечных соответственно. Температура поверхности составляет около 5780 кельвинов.

## Планетная система
В 2014 году астрономы, работающие со спектрографом HARPS, объявили об открытии планеты YBP1194 b в системе. Она имеет массу, равную 34% массы Юпитера и совершает один оборот вокруг родительской звезды за 6,9 суток. Очевидно, температура верхних слоёв её атмосферы чрезвычайно высока, поскольку планета расположена очень близко к звезде. Открытие было совершено методом доплеровской спектроскопии.